# Вест Ишпеминг (Мичиген)
Вест Ишпеминг (Мичиген) (енгл. West Ishpeming) насељено је место без административног статуса у америчкој савезној држави Мичиген.

## Демографија
По попису из 2010. године број становника је 2.662, што је 130 (-4,7%) становника мање него 2000. године.
| Група             | 2000.         | 2010.         |
| Белци             | 2.742 (98,2%) | 2.573 (96,7%) |
| Афроамериканци    | 5 (0,2%)      | 5 (0,2%)      |
| Азијати           | 7 (0,3%)      | 10 (0,4%)     |
| Хиспаноамериканци | 14 (0,5%)     | 6 (0,2%)      |
| Укупно            | 2.792         | 2.662         |